# Dobrotino
Dobrotino (în bulgară Добротино) este un sat situat în partea de sud-vest a Bulgariei, în Regiunea Blagoevgrad, la poalele munților Pirin. Aparține administrativ de comuna Goțe Delcev..

## Demografie
Componența etnică a satului Dobrotino
     Bulgari (100%)
     Nicio identificare (0%)
     Altele (0%)
La recensământul din 2011, populația satului Dobrotino era de 38 locuitori. Din punct de vedere etnic, majoritatea locuitorilor (100,0%) erau bulgari. Pentru 0,0% din locuitori nu este cunoscută apartenența etnică.